# Fiere Margriet (standbeeld)
De Fiere Margriet is een standbeeld van Margaretha van Leuven op de linkeroever van de Dijle in de Belgische stad Leuven.

## Geschiedenis
In 1982 schonk het Handelaarsverbond van Leuven een standbeeld van Margaretha van Leuven aan de stad Leuven. Willy Meysmans kreeg de opdracht het beeld te vervaardigen op basis van de legenden. Hij stelde haar voor als een naakte vrouw die op het water dreef, gedragen door vissen. Het beeld zelf weegt meer dan 200 kilogram en was 30 jaar lang gesitueerd in de Tiensestraat, bij de kruising met de Muntstraat. Op 23 augustus 2013 verhuisde het beeld naar de Dijleterrassen aan de Dirk Boutslaan. Het Leuvense stadsbestuur wilde het beeld aanvankelijk in de Dijle plaatsen, maar kreeg hiervoor geen toestemming van de Vlaamse Milieumaatschappij.

## Galerij

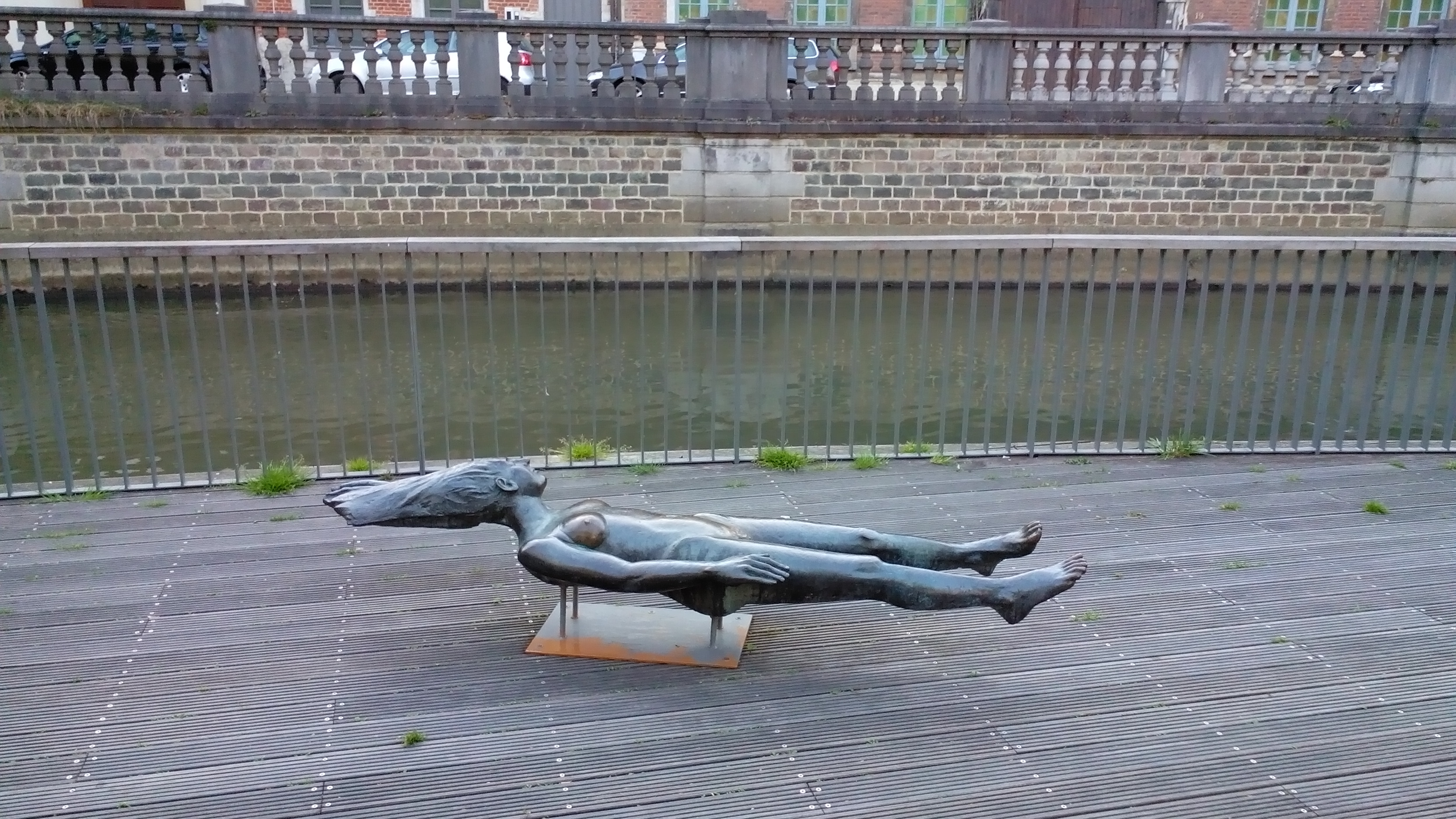
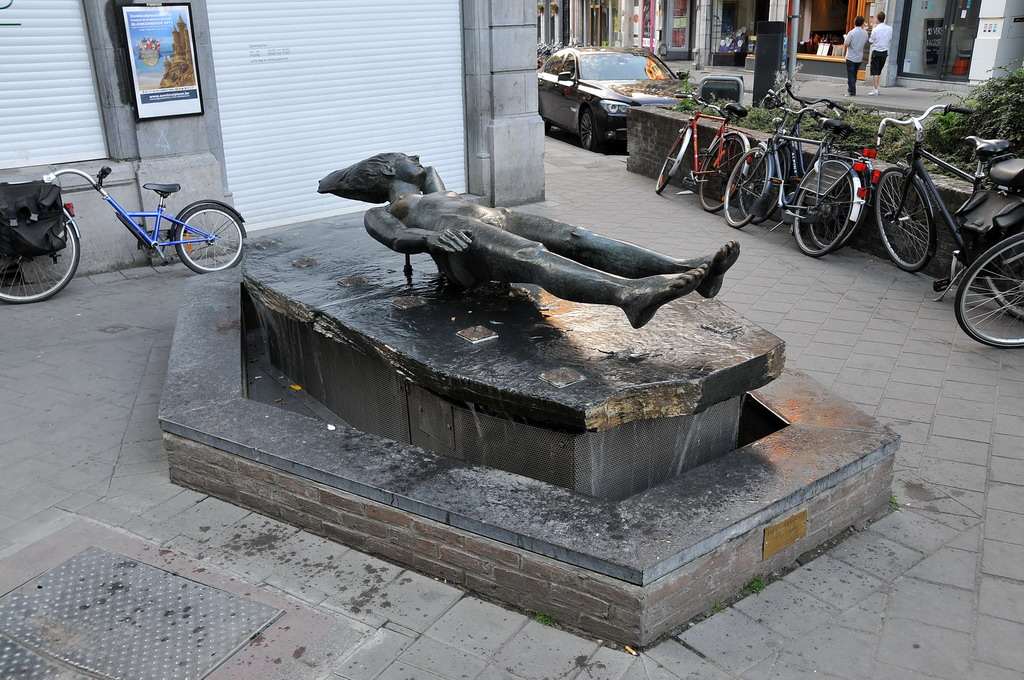
De Fiere Margriet in de Tiensestraat (2011).
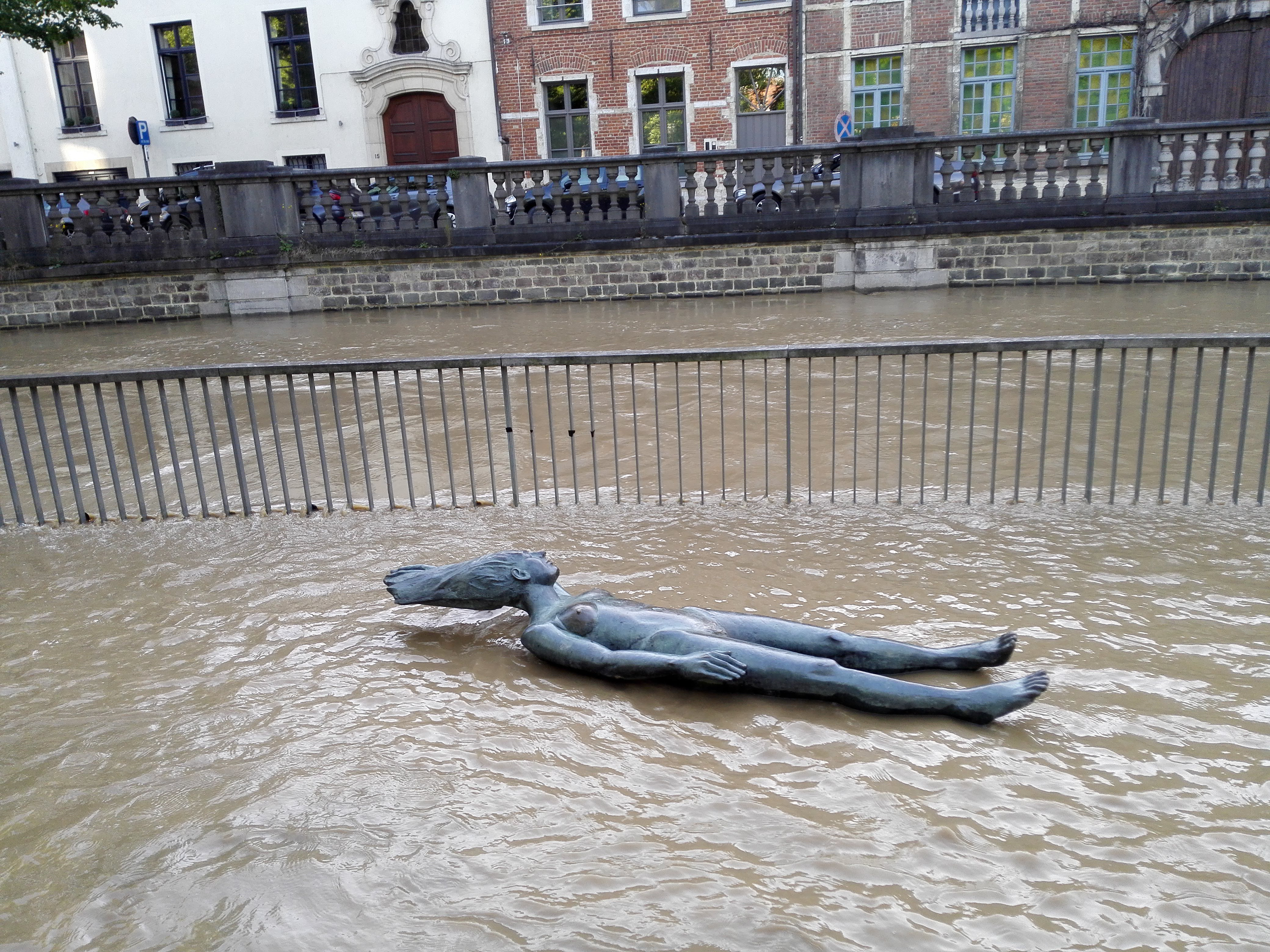
De Fiere Margriet "drijvend" omwille van hoogwaterstand van de Dijle (2016).
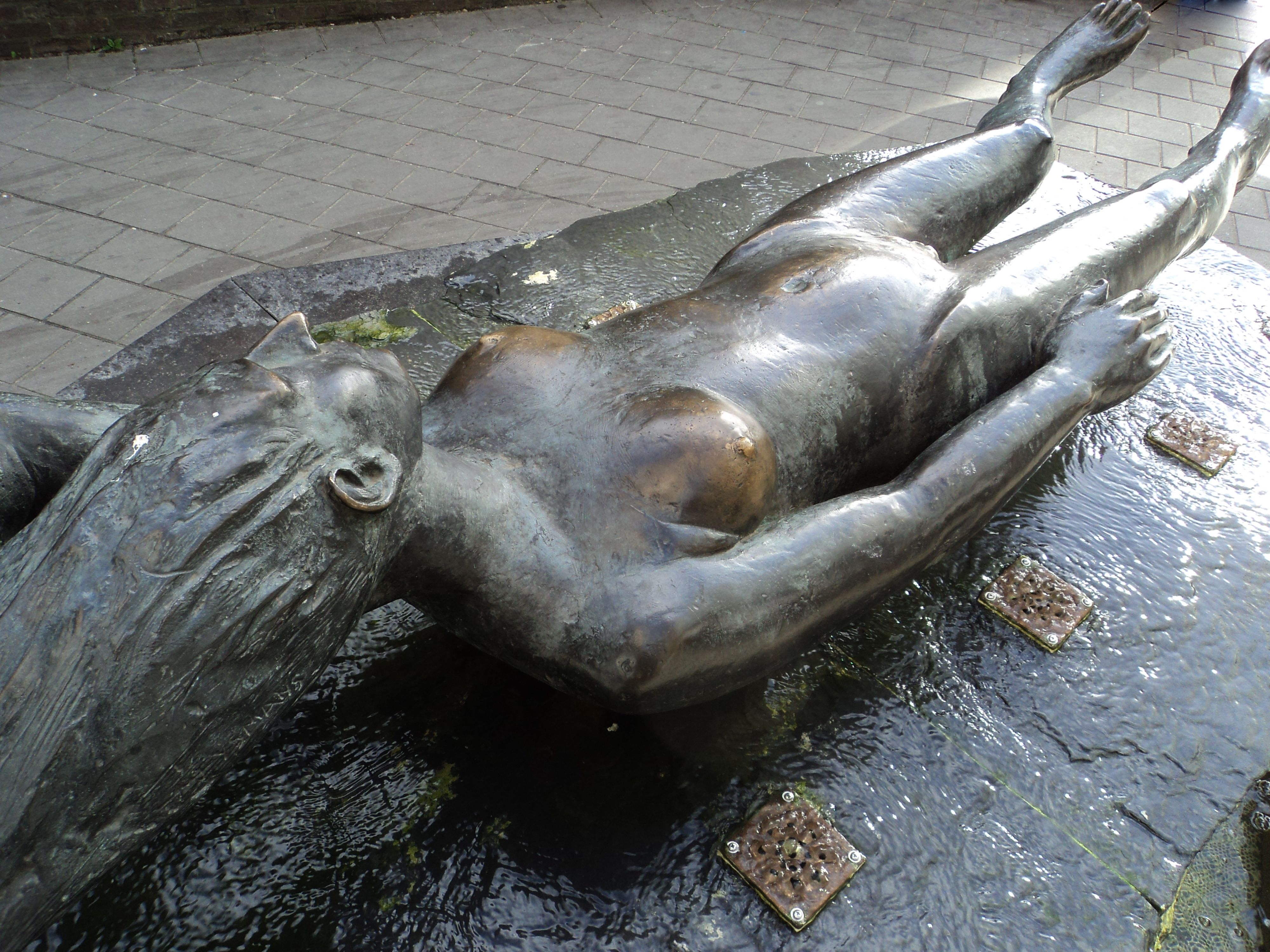